# Will Shetterly

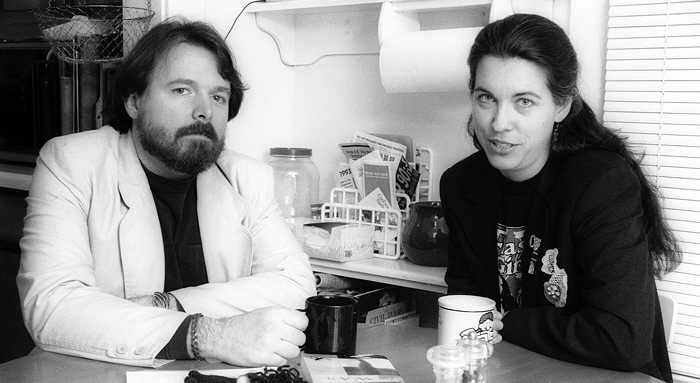
Will Shetterly och Emma Bull 1994

Will Shetterly född 1955, är en amerikansk science fiction- och fantasyförfattare, mest känd för sin roman Dogland (1997). Romanen är inspirerad av hans barndom på turistattraktionen Dog Land som ägs av hans föräldrar. Han vann Minnesota Book Award för science fiction eller fantasy för sin roman Elsewhere (1991) och var bland de nominerade med Nevernever (1993); båda böckerna utspelar sig i Terri Windlings The Borderland Series. Han har även skrivit noveller till olika Borderland-antologier.

## Biografi
Shetterly är gift med författaren Emma Bull. Paret var medlemmar i skrivargruppen The Scribblies, med Pamela Dean, Kara Dalkey, Nate Bucklin, Patricia Wrede och Steven Brust. Shetterly och Bull skapade och var redaktörer för antologierna om det delade universumet Liaveks.
Shetterly skapade seriefiguren Captain Confederacy, spelade en liten roll i filmen Toxic Zombies och ställde upp i guvernörsvalet i Minnesota 1994, som representant för Grassroots Party. 
År 2009 donerade han sitt arkiv till avdelningen för sällsynta böcker och specialsamlingar vid Northern Illinois University. 

### Romaner
- Cats Have No Lord (1985)
- Witch Blood (1986)
- The Tangled Lands (1989)
- Elsewhere (1991)
- Nevernever (1993)
- Dogland (1997)
- Chimera (2000)
- Thor's Hammer (The Voyage of the Basset) (2000)
- The Gospel of the Knife (juli 2007)
- Midnight Girl

### Novellsamlingar
- Double Feature (1995, samlade verk med Emma Bull) från NESFA Press

### Antologier
- Liavek (1985, Ace Books, redigerad med Emma Bull)
- Liavek: The Players of Luck (1986, Ace Books, redigerad med Emma Bull)
- Liavek: Wizard's Row (1987, Ace Books, redigerad med Emma Bull)
- Liavek: Spells of Binding (1988, Ace Books, redigerad med Emma Bull)
- Liavek: Festival Week (1990, Ace Books, redigerad med Emma Bull)

## Utmärkelser
Shetterly vann Minnesota Book Award för fantasy och science fiction för sin roman Elsewhere och nominerades till World Fantasy Award 2008 för sin roman The Gospel of the Knife.